# Місіонер
Місіоне́р — це член релігійної групи, який вирушає на певну територію з метою популяризації своєї віри або надання послуг людям, таких як освіта, грамотність, соціальна справедливість, охорона здоров'я та економічний розвиток.
У латинському перекладі Біблії Ісус Христос вимовляє це слово, коли посилає учнів у місцевості та наказує їм проповідувати Євангеліє від Його імені. Цей термін найчастіше вживають щодо християнських місій, але його також можна вживати щодо будь-якого віровчення чи ідеології. 
Слово «місія» виникло в 1598 році, коли єзуїти, члени Товариства Ісуса, відправляли членів за кордон, походить від латинського missionem (nom. missio), що означає «акт відправлення» або mittere, що означає «посилати».
- Місіонар
- Місіонерство
- Меметика